# Црни пас (дух)
Црни пас (енгл. Black dog) је име за наводног духа пса који живи у Уједињеном Краљевству. Овај пас се наводно појављује поред путева и ономе ко га види доноси несрећу. Описује се да је већи од обичног пса, те да има црвене очи.

## Црни пас по местима
Највише појава црног пса се пријављује у грофовији Јоркшир. Такође постоје и многа друга имена за овог пса. Порекло црног пса је тешко разазнати. Неки мисле да је настао у британској култури. У европској митологији овај пас је повезан са смрћу. Црни пас се сматра злонамерним. Но неки који су га видели кажу да се понаша благонаклоно.

## Виђења
Црни пас је виђен у готово свим деловима Уједињеног Краљевства. Први пут је пријављено виђење 1577. када је у једну цркву улетио црни пас и оштетио улазна врата цркве. Племић Кабл је изјавио како је продао своју душу ђаволу. Када је умро 1677. на сахрани су се наводно појавили црни пси. Један ловац је рекао како се вози са црним псима када иде у шуму. До данас је било јако пуно виђења овог духа. Неки су га видели на путевима док су по ноћи ходали сами. Неки га виде када се по ноћи устану и погледају кроз прозор.